# Église Notre-Dame-de-l'Assomption de Voulx
L'église Notre-Dame-de-l'Assomption est un édifice religieux catholique situé à Voulx, en France. L'édifice est situé sur un espace traversé par un cours d'eau canalisé, l'Orvanne, dont le débit est maîtrisé par de multiples aménagements. La construction est en grès et en calcaire.
L'église est inscrite au titre des monuments historiques, depuis le 17 juin 1926.

## Historique
L'édifice est construit au XIIe siècle. 
Avant de devenir une église paroissiale, celui-ci sert de prieuré dépendant de l'ordre de Saint-Benoît.
L'église est agrandie avec une inspiration templière au XVe siècle et remaniée au XVIe siècle. La chapelle du bas-côté nord est du XVIe siècle. Le clocher trapu est un vestige des enceintes fortifiées du XVIe siècle.

## Structure
Le plan basilical est celui d'une nef flanquée d'une tour carrée sur la façade nord et prolongée d'un chevet droit. À cette nef ont été adjoints des bas-côtés, au nord, construits perpendiculairement. Les voûtes de la nef sont en croisées d'ogives. Leurs nervures sont très élégamment peintes de vives couleurs en leur croisement. Le chevet carré abrite un chœur majestueux composé d'un appareillage de grande qualité. L'extrémité de l'abside est percée d'une grande fenêtre à doubles meneaux. La façade de l'autel est ornée des statues des quatre évangélistes entourant le Christ.
Le clocher en pierre s'achève par un toit "à quatre eaux" accompagné d'une tourelle extérieure.

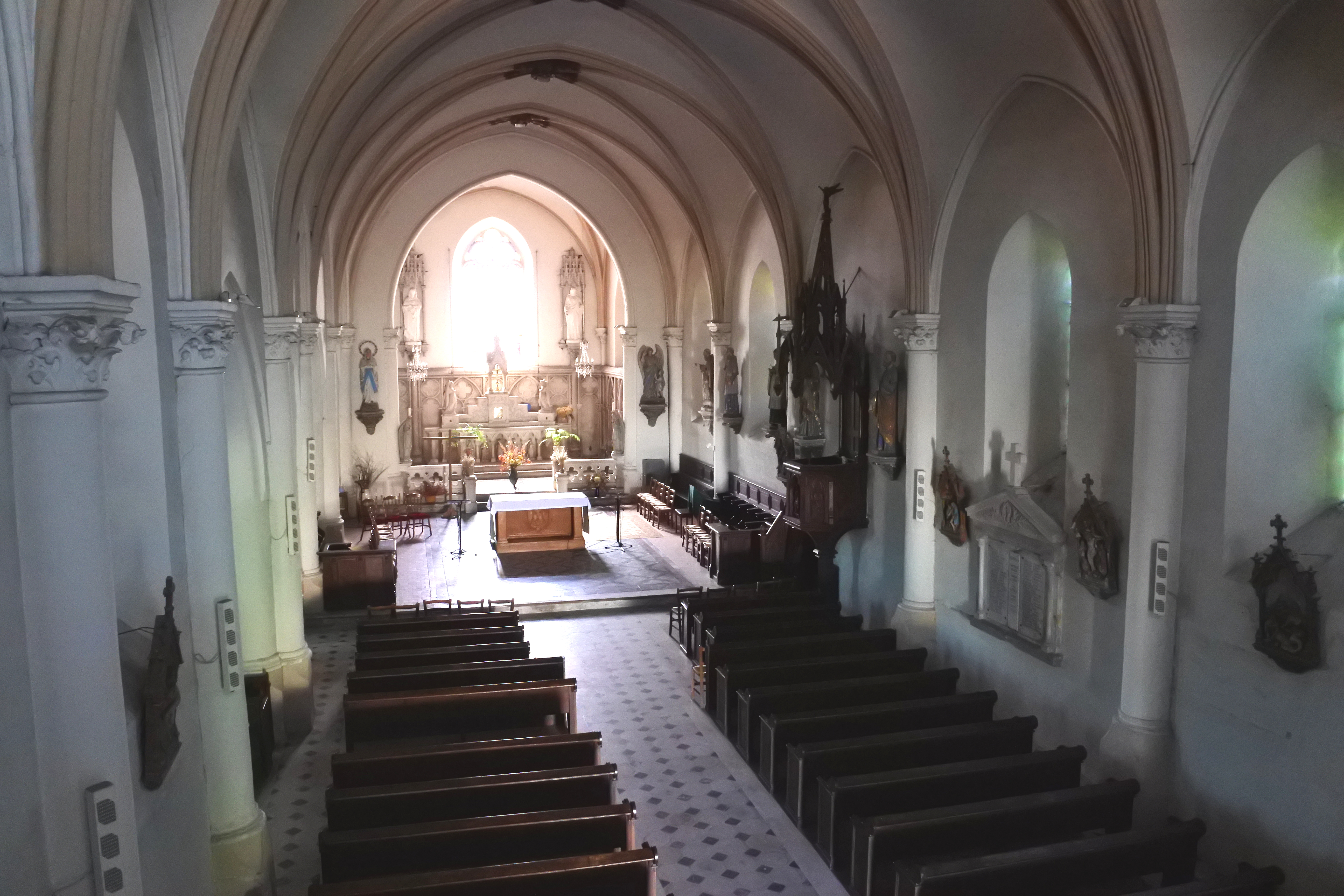
Intérieur.
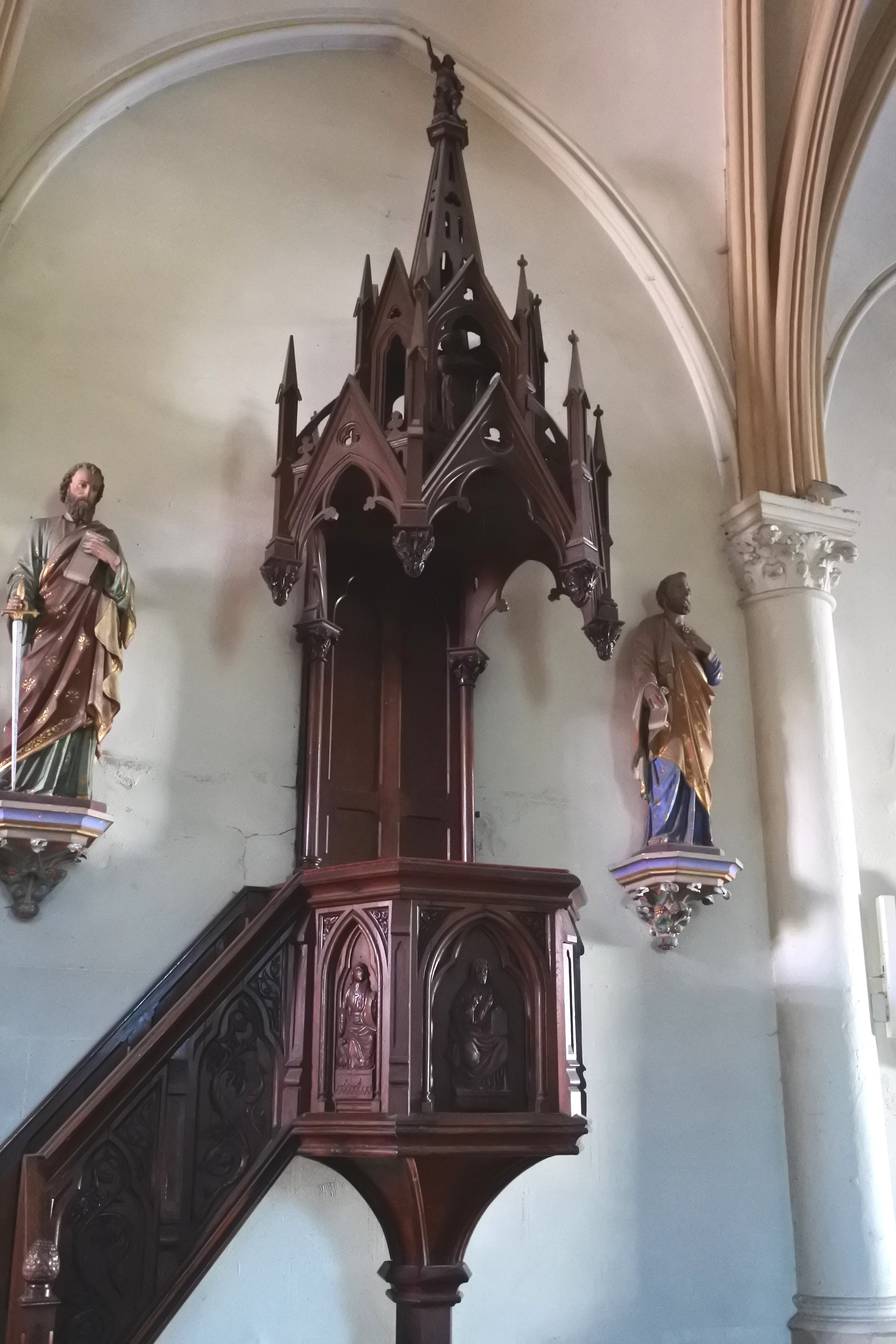
Chaire.
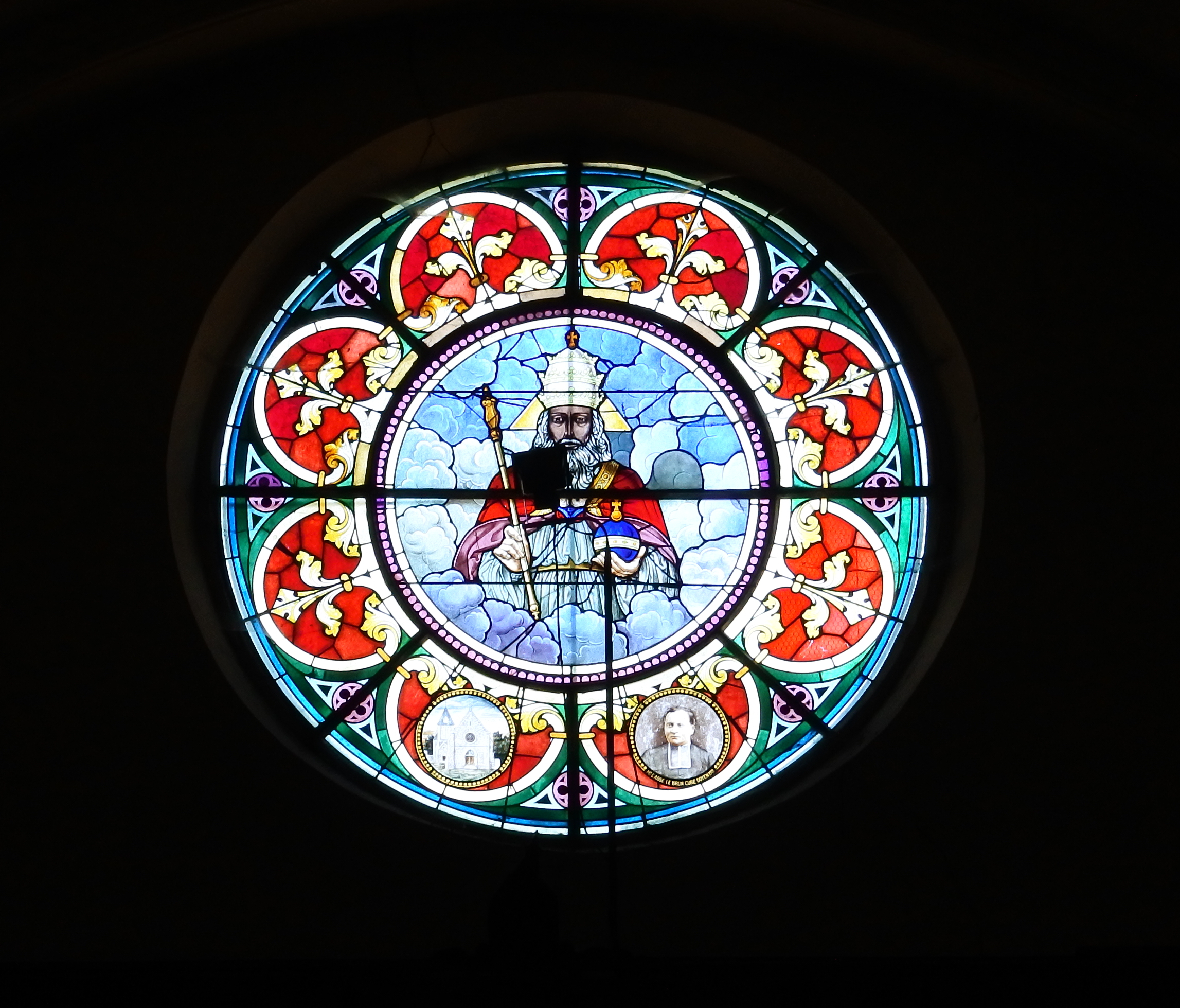
Vitrail.

## Inventaire

### Tableaux
- Vierge à l'Enfant, huile sur toile datée du XVIIIe siècle. Celle-ci est fixée contre le mur sud de la nef. Il s'agit d'une  réplique du tableau il Sassoferrato de Giovannni-Battista Salvi. Malgré son époque tardive, on y aperçoit des traits caractéristiques de la peinture italienne du XVIIe siècle[4].
- Saint Vincent, huile sur toile datée vers le XIXe siècle[5].